# Rutland
Il Rutland (pronuncia [ˈrʌtlənd]) è una contea dell'Inghilterra nella regione delle Midlands Orientali. Date le sue ridotte dimensioni, non è suddivisa in distretti.

## Geografia
La contea confina a ovest ed a nord-ovest con il Leicestershire, a nord-est con il Lincolnshire ed a sud-est con il Northamptonshire.
Il territorio è pianeggiante a est ed ondulato ad occidente, la coltura imperante è l'orzo. Il fiume Welland segna il confine con il Northamptonshire. La caratteristica fisica più rilevante del territorio della contea è il Rutland Water, un lago artificiale completato nel 1976 che per estensione è il più grande dell'Inghilterra. Il capoluogo è Oakham posta poco distante dal Rutland Water. Altro centro di una certa importanza è Uppingham.

## Storia
La contea è menzionata la prima volta come contea autonoma nel 1159. Nel 1894 fu divisa nei distretti rurali di Oakham Rural District, Uppingham Rural District e Ketton Rural District. La cittadina di Oakham fu separata dall'Oakham Rural District nel 1911 per divenire un distretto urbano. Nel 1974 i quattro distretti vennero aboliti e l'intera contea divenne un distretto del Leicestershire. Il Rutland ha visto ripristinato il suo status di contea il primo aprile 1997 su richiesta popolare.

## Parrocchie civili
- Ashwell
- Ayston
- Barleythorpe
- Barrow
- Barrowden
- Beaumont Chase
- Belton-in-Rutland
- Bisbrooke
- Braunston-in-Rutland
- Brooke
- Burley
- Caldecott
- Clipsham
- Cottesmore
- Edith Weston
- Egleton
- Empingham
- Essendine
- Exton
- Glaston
- Great Casterton
- Greetham
- Gunthorpe
- Hambleton
- Horn
- Ketton
- Langham
- Leighfield
- Little Casterton
- Lyddington
- Lyndon
- Manton
- Market Overton
- Martinsthorpe
- Morcott
- Normanton
- North Luffenham
- Oakham
- Pickworth
- Pilton
- Rutland
- Ridlington
- Ryhall
- Seaton
- South Luffenham
- Stoke Dry
- Stretton
- Teigh
- Thistleton
- Thorpe by Water
- Tickencote
- Tinwell
- Tixover
- Uppingham
- Wardley
- Whissendine
- Whitwell
- Wing